# Tom Cochez
Tom Cochez (1970) is een Vlaams journalist.

## Levensloop
In 1997 werd Cochez licentiaat in de criminologie aan de Katholieke Universiteit Leuven met een thesis over de beeldvorming van jongeren in de Vlaamse dagbladpers. In 1997 begon hij freelance te schrijven voor De Morgen en kreeg er in 1998 een vast contract. Hij werkte op de binnenlandredactie tot hij in 2001 verkaste naar de politieke redactie alwaar hij gezondheidszorg, sociale zaken en milieu opvolgde. Hij verdiepte zich in de politieke partijen Vlaams Belang en Groen! en publiceerde in 2010 Eigen belang eerst: de vuile oorlog binnen het Vlaams Belang bij Uitgeverij Van Halewyck.
In 2008 werd Cochez opnieuw freelance journalist en schreef ook stukken voor Knack en Humo. Op 10 juni 2009 zette hij een punt achter zijn samenwerking met De Morgen als reactie op een herstructurering waarbij dertien collega's aan de deur werden gezet. Op 14 oktober 2009 lanceerde hij samen met enkele ex-collega's een platform voor mediakritiek en onderzoeksjournalistiek dat in 2010 werd herdoopt tot Apache.be. Deze nieuwswebsite wint aan maatschappelijk belang door een groter aantal betalende lezers en coöperanten. De onthullende journalistiek zorgde in 2017 voor vier rechtszaken. Cochez is als journalist ook al gedagvaard toen hij zich bij De Morgen verdiepte in de farmaceutische industrie. Toen stond De Morgen in voor de gerechtskosten; nu worden gerechtskosten betaald door een beperkt team van journalisten.
- Gemeinsame Normdatei: 143539566
- International Standard Name Identifier: 0000 0001 1523 8861
- Library of Congress Control Number: n2011056980
- Nederlandse Thesaurus van Auteursnamen: 181735431
- Virtual International Authority File: 168052287
- WorldCat: E39PBJhCC8QgcxHrg4FYtPq84q